# Кастелвисконти
Кастелвиско̀нти (на италиански: Castelvisconti, на местен диалект: Castelviscùunt, Кастелвискуунт) е село и община в Северна Италия, провинция Кремона, регион Ломбардия. Разположено е на 66 m надморска височина. Населението на общината е 304 души (към 2016 г.).